# Trichoniscus licodrensis
Trichoniscus licodrensis är en kräftdjursart som beskrevs av Pljakic 1977. Trichoniscus licodrensis ingår i släktet Trichoniscus och familjen Trichoniscidae. Inga underarter finns listade i Catalogue of Life.